# Ferrovias
La empresa Ferrovias e Construções, S. A., más conocida por la designación Ferrovias, es una operadora portuguesa de construcción y mantenimiento ferroviaria; se encuentra integrada en el grupo Mota-Engil.

## Historia y caracterización
A finales de 2000, esta empresa se encontraba realizando obras de remodelación de la Línea del Sur, en el ámbito del proyecto de modernización de la conexión ferroviaria entre Lisboa y el Algarve.